# Выборг — Иматра
Газопровод «Выборг — Иматра» — газопровод, предназначенный для поставок российского газа в Финляндию. Является частью газотранспортной системы Ленинградской области. 
Мощность — 6 млрд куб. м в год.

## История
Открытии первой ветки газопровода состоялось 9 января 1974 года в финском поселке Валкеала, присутствовали президент Финляндии Урхо Кекконена и члены правительства Финляндии, а с советской стороны — председатель Государственного комитета Совета Министров СССР по внешним экономическим связям С. А. Скачков. Строительство проводилось совместными усилиями двух стран в период энергетического кризиса.
Одновременно инженеры Гипроспецгаза работали над другим проектом, являющимся неотъемлемой частью этой международной газотранспортной системы. Газопровод от Ленинграда по Карельскому перешейку до финской границы продолжал уже действующую магистраль Белоусово — Ленинград. Пройдя через Выборг до приграничного Светогорска, в районе финского города Иматра он смыкался с магистралью, прокладываемой на территории Финляндии. Эта трасса длиной 160 километров строилась из труб диаметром 800 миллиметров. Для поддержания на всей трассе необходимого давления в районе поселка Юкки должны были построить мощную компрессорную станцию.